# Bacteriòfag

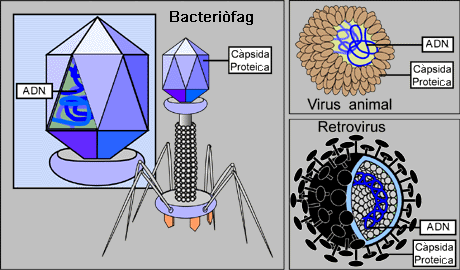
Tres tipus de virus: un bacteriòfag (a l'esquerra), un virus animal (a dalt a la dreta), i un retrovirus (baix a la dreta). Els virus depenen de la cèl·lula hoste que infecten per reproduir-se. Quan un virus es troba fora d'una cèl·lula hoste, els virus consisteixen d'àcid nucleics (en blau), envoltats per una protecció proteica, o càpsida.

Un bacteriòfag (o també fag) és un virus paràsit que infecta organismes procariotes, tant bacteris com arqueus. Els fags van ser descoberts de manera independent per Frederick Twort el 1915 i Félix d'Hérelle el 1917.
Paral·lelament als virus, que infecten eucariotes, els fags consisteixen en un recobriment extern proteic que conté el material genètic, el qual consisteix en una doble hèlix d'ADN en el 2 per cent dels fags coneguts. El material genètic d'un fag sol anar des de 5 fins a 650 pkb (parells de kilobases), amb una longitud des de 24 fins a 200 nm. La gran majoria dels fags (95%) tenen una cua que els permet injectar el seu material genètic dins de l'hoste.
Els fags infecten solament bacteris específics. Alguns fags són virulents, és a dir que després d'infectar la cèl·lula comencen a multiplicar-se i en un curt termini destrueixen l'hostatger i en aquest moment alliberen nous fags. Alguns fags (també coneguts com a fags moderats) poden entrar en un estat innocu, integrant el seu material genètic en l'ADN de l'hostatger (com els retrovirus endògens en animals) o establint-s'hi ells mateixos com a plasmidis. Aquests fags endògens, també profags (vegeu provirus), són copiats en cada divisió cel·lular junt amb l'ADN del bacteri hoste. Els fags endògens no maten la cèl·lula, però en monitoren l'estat. Quan la cèl·lula hoste mostra signes d'estrès (volent dir que potser pot morir prompte), els fags endògens passen a ser actius altre cop i comencen el cicle reproductiu, donant lloc a la mort cel·lular, per exemple el Fag λ d'E. coli. Alguns altres cops, els profags inclús poden aportar un benefici a l'hostatger, afegint noves funcionalitats al genoma del bacteri, un fenomen conegut com a conversió lisogènica. Un exemple famós és el del bacteri Vibrio, que és converteix ena Vibrio cholerae per un fag, causant la còlera.

## Utilització
Els fags tenen un important paper en la biologia molecular, com a vectors de clonació per inserir ADN dins dels bacteris. La teràpia de fags ha estat utilitzada des dels anys 1940 a l'antiga Unió Soviètica, com a alternativa als antibiòtics per al tractament d'infeccions bacterianes. La recent aparició de noves soques de bacteris resistents als antibiòtics ha conduït a reavaluar els fags com a alternatives a aquests fàrmacs.
La visualització de fags  (phage display en anglès) és una tècnica que es fa servir per a mostrar interaccions entre proteïnes. S'hi veu una tècnica prometedora per a la immunoteràpia.
L’ús de bacteriòfags en el control biològic de la cadena alimentària per inhibir i erradicar els bacteris patògens o de descomposició dels aliments i per reduir la resistència als antibiòtics, atrau de manera creixent l’interès d’investigadors i de la indústria.

## Fags comuns
Entre els fags més comuns hi ha: fag λ (lisogènic), fag T4 (169 fins a 170 kbp, 200 nm llarg), fag T2, fag T7, fag R17 i fag M13 (fagemidi).

### Assemblatge
El cap i la cua del fag són construïdes per separat i s'acoblen posteriorment de forma espontània sols quan el cicle lític és complet. En els bacteriòfags complexos, com ara el T4, l'ADN és empaquetat a l'interior del cap. El cap té simetria icosaèdrica. Un collar uneix el cap amb la cua. Aquesta és helicoidal formada per un tub central rígid i una beina contràctil. De la placa basal en surten sis fibres caudals i sis espícules basals. Cadascuna de les set estructures és formada per diferents proteïnes.